# Iglesia de Santa Frances Cabrini
La Iglesia de Santa Frances Cabrini (en inglés: St. Frances Cabrini Catholic Church) es un edificio histórico de la iglesia católica en Omaha, Nebraska, Estados Unidos. Era antes la catedral de la diócesis de Omaha y fue nombrada la catedral de Santa Filomena en ese momento. La iglesia y la rectoría están inscritas en el Registro Nacional de Lugares Históricos y también son monumentos de Omaha bajo el nombre de Santa Filomena.
La iglesia española del renacimiento fue construida en 1908 como la catedral de Santa Filomena. Sirvió a la diócesis de Omaha como su iglesia catedral hasta que la catedral de Santa Cecilia fue terminada substancialmente en 1916. La iglesia fue diseñada por el arquitecto de Omaha Thomas Rogers Kimball. El nombre de la iglesia fue cambiado en 1958 para honrar a la primera ciudadana de Estados Unidos en ser canonizada o reconocida como santa, Frances Xavier Cabrini. Fue nombrado patrimonio de Omaha en 1979 y fue agregado al Registro Nacional en 1980.

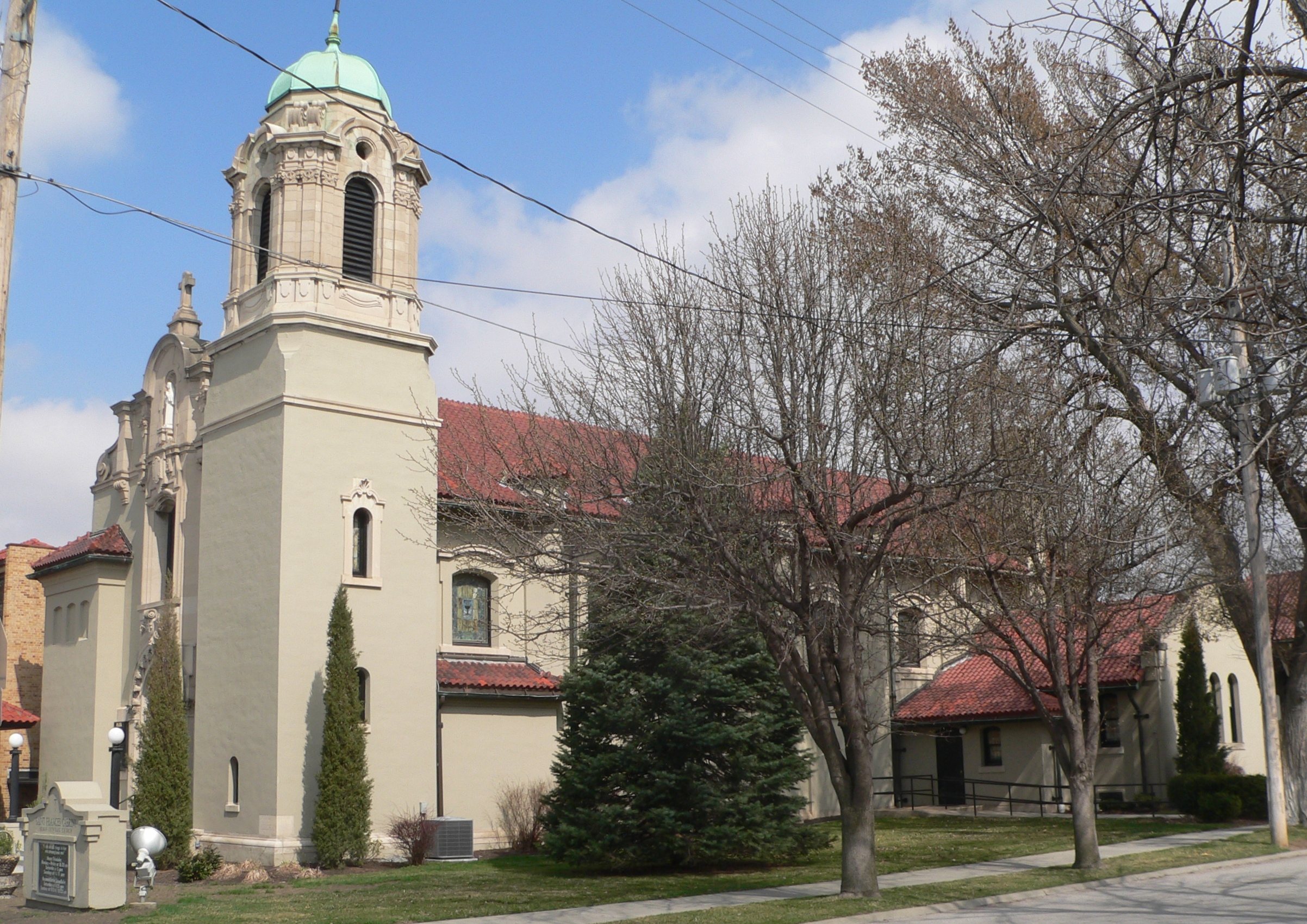
Otra vista del templo